# Pristimantis ornatus
Pristimantis ornatus är en groddjursart som först beskrevs av Lehr, Lundberg, Aguilar och von May 2006.  Pristimantis ornatus ingår i släktet Pristimantis och familjen Strabomantidae. IUCN kategoriserar arten globalt som livskraftig. Inga underarter finns listade i Catalogue of Life.